# Nevada Solar One
La Nevada Solar One è una centrale solare termoelettrica con una capacità nominale di 64 MW e una potenza lorda di 75 MW. Il progetto ha richiesto un investimento di 266 milioni di dollari e la produzione energetica stimata ammonta a 134 milioni di kWh all'anno.
È la seconda centrale energetica a solare termico costruita negli Stati Uniti negli ultimi 16 anni, e il più grande impianto a solare termodinamico costruito al mondo dal 1991. Si trova al confine sudovest di Boulder City, Nevada. La Nevada Solar One non ha alcun rapporto con la Solar One (impianto solare in California), benché abbiano un nome simile.

## Storia
L'impianto è stato collegato alla rete il 27 giugno del 2007, mentre la sua costruzione era iniziata 16 mesi prima. La centrale, complessivamente, ha una superficie di 1,60 km², dei quali i tre quarti sono occupati da collettori solari.

## Tecnologia
Nevada Solar One usa più di 180 000 specchi lineari a profilo parabolico, che concentrano i raggi solari su tubi che corrono parallelamente agli stessi, lungo il punto focale degli specchi, e contengono un fluido riscaldabile (ricevitori solari); questo criterio funzionale è alternativo al concetto di "torre a concentrazione solare" che usa la Solar One in California. Questi speciali tubi rivestiti, fatti di vetro e acciaio, sono stati disegnati dalla Solel Solar Systems e dalla Schott Glass. Il controllo del movimento è stato curato da Parker Hannifin. L'impianto usa 18 240 di quei tubi lunghi 4 metri. Il fluido si riscalda fino a 390 °C, il calore si trasferisce all'acqua che diventata vapore passa attraverso turbine.

## Produzione
La produzione di Nevada Solar One è la seguente (valori in GW·h).
| Anno | Solare | Fossile | Totale |
| ---- | ------ | ------- | ------ |
| 2007 | 41,21  | 0,38    | 41,59  |
| 2008 | 122,69 | 0,91    | 123,31 |
| 2009 | 120,65 | 2,43    | 123,07 |
| 2010 | 133,00 | 1,16    | 134,16 |
| 2011 | 128,26 | 1,99    | 130,26 |
| 2012 | 128,94 | 1,39    | 130,33 |
| 2013 | 112,79 | 2,31    | 115,10 |
| 2014 | 116,23 | 2,58    | 118,80 |

Viene fornita una integrazione tramite la combustione di gas naturale fino al 2% della produzione totale.